# José Manuel Porquet
José Manuel Porquet Gombau (Huesca, 9 de septiembre de 1950 - 5 de noviembre de 2000) fue un periodista y crítico gastronómico español. Fue columnista del Diario del Alto Aragón, director del Heraldo de Aragón en Huesca y presidente de Publicaciones y Ediciones del Alto Aragón.

## Trayectoria
Hijo de Manuel Porquet Manzano, Manolo, y Provi, ambos de Monzón, escribía con asiduidad en los medios de comunicación sobre temas agrarios y participó en el sindicalismo de la provincia altoaragonesa.
Se licenció en Derecho por la Universidad central de Barcelona y estudió en la Escuela Oficial de Periodismo de Barcelona y posteriormente convalidó el título con el de Ciencias de la Información de la Universidad Autónoma de Barcelona, ciudad en cuyo ayuntamiento inició su actividad profesional desde 1968 hasta 1974. 
Comenzó a escribir en la publicación montisonense Ecos del Cinca, en los años 70 colaboró en la Revista Andalán y Esfuerzo Común. 
En 1972, mientras hacía el servicio militar en Huesca, lo compaginó trabajando en una asesoría y haciendo publicaciones en el periódico Heraldo de Aragón, del que su padre era asiduo colaborador. Después, en 1975, comenzó a dirigir la página del periódico de Huesca hasta marzo de 1989. En este medio inició su actividad con su columna de opinión "Cuatro líneas" y como crítico gastronómico con el pseudónimo de Barón de Regrustrán.
En 1977, contrajo matrimonio con María Elena Pardina, con quien tuvo dos hijos, Gabriel y Manuel. Se da la circunstancia anecdótica, de coincidir el día de su boda con un encierro de más de doscientos jóvenes de la Universidad Laboral, en la Iglesia de San Pedro, en protesta por la detención y encarcelamiento de un compañero.
En 1989, fue nombrado director general en Publicaciones y Ediciones del Alto Aragón (PEASA), empresa editora del Diario del Alto Aragón, y de la que era también presidente. En el citado diario hizo célebre, durante doce años, su columna diaria «El Tragaluz»; continuó con las críticas del Barón de Regrustrán, en la sección «Comer y beber» del suplemento dominical; escribió sobre temas taurinos, y, con el seudónimo de Carolina Urdués, de temas sociales. También colaboró en distintas publicaciones como Muy Interesante, GEO y las dependientes del grupo Club de Gourmets.
Fue consejero del Instituto de Estudios Altoaragoneses y participó activamente en la promoción del Festival Internacional de Cine de Huesca, cuyo premio de la crítica lleva su nombre desde 2001. No es el único galardón que lleva su nombre, ya que el Congreso de Periodismo Digital, que se celebra anualmente en Huesca, entrega los premios José Manuel Porquet de Periodismo.
En el terreno de la política, fue uno de los fundadores de la Unión General de Trabajadores (UGT) en la provincia de Huesca y destacado militante del Partido Socialista Obrero Español (PSOE).

## Obra
- 1985 – Cocina aragonesa. Zaragoza. Con Antonio Beltrán Martínez. Ediciones Oroel. ISBN 84-85921-03-8.[7]
- 1989 – Comer en Huesca. Diputación Provincial Huesca. ISBN 8486978548.[8]
- 1994 – Enciclopedia temática de Aragón. Tomo 12 : gastronomía aragonesa. Tomo 12. Ediciones Moncayo. ISBN 84-7675-018-8.[9]
- 1994 – Francisco Rabal, una gloria vitalista. Con Begoña Gutiérrez San Miguel. Ayuntamiento de Huesca. ISBN 978-84-86910-16-7.[10]
- 1994 – Inmanol Uribe. Festival de Cine de Huesca. Con Begoña Gutiérrez San Miguel. ISBN 84-605-0215-5.[11]
- 1996 – La cocina de los valles pirenaicos aragoneses. Colección Boira de Ibercaja. Cantoné editorial. ISBN 978-84-88793-74-4.[12]
- 1997 – La cocina de las amas y los amos de casa. Huesca. Publicaciones y ediciones del Diario del AltoAragón.

## Reconocimientos
El Festival de Cine de Huesca instauró el Premio José Manuel Porquet de la crítica como homenaje a su figura.
El Congreso de Periodismo Digital de Huesca, nacido en 2000, dedicó en su honor el mayor galardón con su nombre, el Premio José Manuel Porquet de periodismo.

## Congreso de Periodismo Huesca

### Premios José Manuel Porquet
| AÑO  | CONGRESO | PREMIO | PREMIADOS                                                           |
| 2000 | I        |        |                                                                     |
| 2001 | II       |        |                                                                     |
| 2002 | III      | I      | Ignacio Escolar de eldiario.es.                                     |
| 2003 | IV       | II     | Pablo Calahorra y Ramón Campo de (Heraldo de Aragón).               |
| 2004 | V        | III    | Gustavo Sierra de (Clarín.com).                                     |
| 2005 | VI       | IV     | Dolors Pou y Eva Rosado de 'La Vanguardía'.                         |
| 2006 | VII      | V      | Arsenio Escolar de 20minutos.                                       |
| 2007 | VIII     | VI     | Eduardo Punset.                                                     |
| 2008 | IX       | VII    | Gumersindo Lafuente por elmundo.es y soitu.es.                      |
| 2009 | X        | VIII   | David Beriáin por Diez días con las FARC.                           |
| 2010 | XI       | IX     | Ramón Lobo de el País.                                              |
| 2011 | XII      | X      | Mónica García Prieto de El Mundo, Cuarto Poder y Periodismo Humano. |
| 2012 | XIII     | XI     | Jordi Pérez Colomé por blog obamaworld.es.                          |
| 2013 | XIV      | XII    | Manuel Jabois Diario de Pontevedra, Elmundo.es y Onda Cero.         |
| 2014 | XV       | XIII   | Lablogatorio de Rtve.es.                                            |
| 2015 | XVI      | XIV    | Clara Jiménez y Julio Montes de Maldita Hemeroteca.                 |
| 2016 | XVII     | XV     | Mikel Ayestarán.                                                    |
| 2017 | XVIII    | XVI    | Álvaro de Cózar del oscense.                                        |
| 2018 | XIX      | XVII   | Nacho Carretero corresponsal en Oriente Medio.                      |
| 2019 | XX       | XVIII  | Lucía González y Mari Luz Peinado responsables de Verne (El País).  |
| 2020 | XXI      | XIX    | Mavi Doñate corresponsal de RTVE.                                   |
| 2021 | XXII     | XX     | Beatriz Navarro corresponsal de La Vanguardia.                      |
| 2022 | XXIII    | XXI    | Carlos Franganillo Telediario de TVE.                               |
| 2023 | XXIV     | XXII   | Juia Otero de Julia en la onda.                                     |